# Hammer Session! (manga)
Hammer Session! (ハンマーセッション!?) è un manga shōnen scritto da Hiroyuki Yatsu e disegnato da Namoshiro Tanahashi, pubblicato dalla Kōdansha su Weekly Shōnen Magazine dal 15 novembre 2006 all'8 gennaio 2009; l'edizione italiana è a cura della Edizioni BD, mediante la propria etichetta GP Manga, che ha pubblicato l'opera dal 27 febbraio 2011 al 22 dicembre 2012.
L'opera ha avuto un seguito in tre volumi, inedito in Italia e intitolato  Hammer Session! In High School (ハンマーセッション! In High School?), che oltre a riprendere temi e personaggi del precedente lavoro contiene la conclusione delle vicende in esso narrate. Dal manga è stata tratta anche una serie televisiva omonima, trasmessa su TBS nel 2010.

## Trama
Goro Hachisuka, malgrado la giovane età, è un astutissimo truffatore; tuttavia, poco dopo la cattura, riesce ad evadere e a rifugiarsi in una scuola. Il preside acconsente a nasconderlo, ma lui stesso ha al tempo stesso bisogno di aiuto: è infatti necessario un professore che riesca a gestire una classe particolarmente indisciplinata. Ben presto, Goro inizia ad apprezzare il suo nuovo lavoro, nel quale si ritrova a mescolare insegnamento e "trucchi del mestiere": per educare gli studenti, utilizza infatti ogni volta una Hammer Session!, ossia una sorta di terapia d'urto che però contiene inoltre una profonda lezione di vita per chi la apprende.

## Manga

### Volumi
| Hammer Session! (11 volumi)               | |                        |                  |                        |
| 1                                         | 16 febbraio 2007 | ISBN 978-4-06-363798-4 | 27 febbraio 2011 | ISBN 978-8-86-468176-4 |
| 1                                         | Capitoli - 1. Tre criminali - 2. Verso la scuola! - 3. I corsi extra scolastici sono più motivanti! - 4. La febbre della prima lezione - 5. Dopo le lezioni con tranquillità |                        |                  |                        |
| 2                                         | 17 aprile 2007 | ISBN 978-4-06-363826-4 | 24 aprile 2011   | ISBN 978-8-86-468177-1 |
| 2                                         | Capitoli - 6. La guardia è un pervertito! - 7. Con l'incoraggiamento del nostro prof! - 8. Uniamo le nostre forze! - 9. L'alcool fa riemergere il truffatore - 10. La principessa del blog - 11. La festa di Shakotan! - 12. Progetto di ristrutturazione di Shakotan! - 13. Il tormento di Mizuki - 14. Il nemico invisibile                                  |                        |                  |                        |
| 3                                         | 17 luglio 2007 | ISBN 978-4-06-363845-5 | 18 giugno 2011   | ISBN 978-8-86-468178-8 |
| 3                                         | Capitoli - 15. Le ragioni della regina delle ami - 16. Gli alti e bassi di Nojima - 17. La giovane innamorata e l'inetto - 18. Word Battle - 19. Un gioco divertente - 20. Un brutto presentimento - 21. La confessione... - 22. L'ultima lezione - 23. Una scoperta dolorosa                                                                                  |                        |                  |                        |
| 4                                         | 14 settembre 2007 | ISBN 978-4-06-363891-2 | 30 agosto 2011   | ISBN 978-8-86-468179-5 |
| 4                                         | Capitoli - 24. Al posto degli Hap Slap... - 25. La lezione ultra stimolante di Mizuki! - 26. Il sogno di Sakamoto - 27. I divoratori di sogni - 28. Ryōko Mizuki, una spia sorprendente! - 29. La nuova Cenerentola?! - 30. Ognuno con il suo sogno... - 31. Aah! Mia cara Mizuki! - 32. Piano di attacco per la gita scolastica                               |                        |                  |                        |
| 5                                         | 16 novembre 2007 | ISBN 978-4-06-363916-2 | 22 ottobre 2011  | ISBN 978-8-86-468180-1 |
| 5                                         | Capitoli - 33. Due studenti sospetti a Kyoto - 34. La storia dello strano viaggio di Nitta e Yukimi - 35. Ventimila leghe intorno a Kyoto - 36. Sognando di incontrarsi a Kyoto - 37. Il rigore del judo?! - 38. La chiamano la Piccola Traviata - 39. Erika Sakiyama, presumo? - 40. Il truffatore sfida la principessa - 41. Legami che si spezzano...       |                        |                  |                        |
| 6                                         | 15 febbraio 2008 | ISBN 978-4-06-363952-0 | 3 dicembre 2011  | ISBN 978-8-86-468181-8 |
| 6                                         | Capitoli - 42. La caduta dell'impero di Erika - 43. Qualcosa di prezioso - 44. L'ora della verità... - 45. Vento da Ovest! - 46. La scuola Hikari in fiamme - 47. Il corso intensivo di rissa di Imamura - 48. Little School Wars - 49. Alla ricerca dei sette misteri della scuola! - 50. Il campanile infestato - Extra. Amori segreti alla sorgente termale |                        |                  |                        |
| 7                                         | 17 aprile 2008 | ISBN 978-4-06-363975-9 | 11 febbraio 2011 | ISBN 978-8-86-468182-5 |
| 7                                         | Capitoli - 51. Alla ricerca del tempo perduto... - 52. Rena, la giornalista talentuosa - 53. Questo no, dottoressa Rena! - 54. Il punto debole - 55. Le maniere forti - 56. Il conto alla rovescia - 57. Ricordi lontani... - 58. Più di un'amica, meno di una fidanzata - 59. È arrivato il mostro!                                                           |                        |                  |                        |
| 8                                         | 17 giugno 2008 | ISBN 978-4-06-384005-6 | 21 aprile 2012   | ISBN 978-8-86-468183-2 |
| 8                                         | Capitoli - 60. Escape from Mama - 61. La grande fuga - 62. Survival Birthday - 63. Strategia anti-mostro - 64. L'estate del cambiamento - 65. Roku, professore novello - 66. La Hammer Session di Roku - 67. L'ultimo campo estivo - 68. Un campo estivo d'inferno!                                                                                            |                        |                  |                        |
| 9                                         | 17 settembre 2008 | ISBN 978-4-06-384042-1 | 23 giugno 2012   | ISBN 978-8-86-468184-9 |
| 9                                         | Capitoli - 69. I sentimenti di Miki - 70. Un'estate indimenticabile - 71. Classe speciale - 72. La sopravvivenza della classe "S" - 73. Un processo feroce - 74. La verità nascosta - 75. Un gioco pericoloso - 76. Il piccolo paguro Bernardo - 77. Il corpo di Narumi                                                                                        |                        |                  |                        |
| 10                                        | 17 novembre 2008 | ISBN 978-4-06-384066-7 | 4 agosto 2012    | ISBN 978-8-86-468185-6 |
| 10                                        | Capitoli - 78. La terapia del cane feroce - 79. Un passato nascosto - 80. Il vero me stesso... - 81. Attiro i maniaci! - 82. Weak Point - 83. Il motivo del cambiamento - 84. Il passato ritorna - 85. Una ragazzina tenebrosa - 86. La casa di Maya |                        |                  |                        |
| 11                                        | 16 gennaio 2009 | ISBN 978-4-06-384087-2 | 22 dicembre 2012 | ISBN 978-8-86-468186-3 |
| 11                                        | Capitoli - 87. Tenebre - 88. La caccia ai prof - 89. Nel mirino - 90. Dove si nasconde il tuo sorriso? - 91. Dopo quattro anni... - 92. Il futuro... - 93. Allo scadere delle 24 ore - 94. Separazione - 95. L'ultima lezione - 96. Addio, signor Hachisuka |                        |                  |                        |
| Hammer Session! In High School (3 volumi) | |                        |                  |                        |
| 1                                         | 17 agosto 2010 | ISBN 978-4-06-384358-3 | —                | —                      |
| 2                                         | 15 ottobre 2010 | ISBN 978-4-06-384375-0 | —                | —                      |
| 3                                         | 17 dicembre 2010 | ISBN 978-4-06-384424-5 | —                | —                      |